# Mikael Johansson (fotbollsspelare)
Einar Mikael "Daddy Cool" Johansson, senare Bolmér, född 28 november 1956, är en svensk före detta fotbollsspelare som med några uppehåll representerade Gais 1974–1988.

## Biografi
Johansson kom som tolvåring till Gais från Skogens IF och lyftes upp i A-laget 1974. Den första säsongen fick han ingen speltid när Gais slutade fyra i allsvenskan, men 1975 blev han ordinarie som högerback och togs ut i U21-landslaget. Gais åkte emellertid ur allsvenskan denna säsong, och när Johansson trots flera anbud från andra klubbar stannade i Gais rann en lovande landslagskarriär ut i sanden. Johansson blev klubben trogen under hela 1970-talet, och tilldelades 1977 Hedersmakrillen som Gais bäste spelare. När norrmannen Tom Lilledal kom som tränare till Gais 1980 sattes Johansson som libero.
Sedan Gais 1980 med minsta möjliga marginal missade att ta sig upp i allsvenskan gick Johansson till säsongen 1981 till Halmstads BK, men efter bara sju allsvenska matcher för HBK återvände han redan samma sommar till Gais, som dock slutade sist i division II södra och trillade ner i division III. Vintern 1981–1982 spelade han inomhusfotboll med Philadelphia Fever i USA, men han kom tillbaka till Gais 1982, och var 1983 med om att spela upp Gais i division II igen, och 1987 gick han upp i allsvenskan med klubben igen. Efter en allsvensk säsong med Gais 1988 slutade han med fotbollen. Sammanlagt spelade han 280 seriematcher med Gais (29 mål).
Smeknamnet "Daddy Cool" kom från Boney M:s discohit med samma namn.